# Mega Man Legends 3
Mega Man Legends 3, conhecido como Rockman DASH 3 (ロックマンDASH 3, Rokkuman Dasshu Surī) no Japão, seria lançado como a sequência do jogo Mega Man Legends 2 tratando-se do quarto jogo da série Mega Man Legends. O jogo foi anunciado para Nintendo 3DS em 29 de Setembro de 2010, durante a Nintendo press conference para a plataforma 3DS, próximo de formar dez anos após o lançamento de Mega Man Legends 2. Em Setembro de 2007, Keiji Inafune comentou que ele estava sendo questionado por vários fãs se Mega Man Legends 3 seria produzido; embora Inafune expressasse um desejo de desenvolver o jogo ele afirmou que não poderia fazê-lo naquele momento. Informações detalhadas sobre o jogo foram anuniadas no New York Comic Con em Outubro de 2010. No dia 18 de Julho de 2011, a Capcom oficialmente anunciou o cancelamento do jogo.

## Desenvolvimento

Barrett, novo personagem, fugindo do primeiro chefe, como apresentado na versão protótipo do jogo.

Apesar de Inafune ter deixado a Capcom em Novembro de 2010, o time de desenvolvimento continuou a produzir Mega Man Legends 3 afirmando que o jogo continuaria a ser produzido. A Capcom pretendia lançar a versão prototipo Mega Man Legends 3: Prototype Version em 2011 para o 3DS eShop, nesta versão, o jogo teria 10 missões, e um novo personagem jogável, o motoqueiro aéreo Barrett. A versão Prototype Version estava sendo desenvolvida para servir como um prólogo para o jogo principal.
Para desenvolver o jogo a Capcom iniciou também o recrutamento de fãs de Mega Man Legends que pudessem ajudar a propor histórias, nomes de personagens e a desenvolver vilões para o jogo. No site Devroom (Development Room), os jogadores poderiam contribuir enviando suas sugestões. O objetivo do projeto era reunir o maior número de pessoas para o desenvolvimento do mesmo.

## Cancelamento
Em 18 Julho de 2011, foi anunciado que a produção de Mega Man Legends 3 estava sendo cancelada, e que nem o jogo completo e nem a versão protótipo Mega Man Legends 3: Prototype Version seriam concluídas, e que não existiam planos de iniciar novamente o desenvolvimento.

### Repercussão
Inconformados com o cancelamento do jogo os fãs de Mega Man Legends criaram um grupo no Facebook que se intitula "100,000 Strong for Bringing Back Mega Man Legends 3" este, pretende reunir pelo menos 100 000 pessoas de várias partes do mundo interessadas no desenvolvimento do jogo com o objetivo de convecer a Capcom a retorná-lo. Entre as várias estratégias utilizadas pelo grupo estão a mobilização de jogadores pela internet através de sites e fóruns especializados em jogos, criação de petições online, como também na divulgação em jornais impressos. O grupo rapidamente teve apoio de várias pessoas e chegou em apenas uma semana a superar o número de 27 000.
Keiji Inafune, criador de Mega Man e o responsável pelo desenvolvimento do jogo mostrou rapidamente apoio em relação a campanha mobilizada no Facebook, e disse que gostaria que os fãs consigam alcançar seus objetivos, mesmo não estando ligado à Capcom. No seu blog pessoal, Inafune pediu desculpas oficiais pelo cancelamento do jogo e disse estar realmente triste por não poder dar continuidade no seu desenvolvimento, Inafune, chegou a afirmar em entrevista à revista nipônica Famitsu que pretendia continuar o jogo em parceria com a Capcom, mesmo antes de abandonar o cargo, no entanto seu pedido foi recusado pela empresa.
No artigo intitulado "Abandonados, cancelados e ignorados... Mas jamais esquecidos", Carlos Ferreira considerou o cancelamento de Mega Man Legends 3 como um dos mais comentados na geração dos consoles.

## Personagens
Alguns personagens da série continuam sendo os mesmos, estes incluem a família Casket e a família Bonne, no entanto novos foram criados pela equipe de desenvolvimento com a ajuda e sugestões de fãs.
Barret (バレット) - personagem especializado em combates corpo a corpo, mas também usa armas de disparo de longo alcance e é capaz de subir paredes. Utiliza também uma motocicleta capaz de levá-lo à diferentes lugares.
Aero (エアロ) - Filha de Gonzo Goodwin, chefe de polícia de Teomo City. O design e o nome de Aero foi de desenvolvido pelo designer Tokiko Nakashima e votado no site Devroom pelos fãs o que a tornou rapidamente mascote do jogo.
Outros integrantes do grupo: Grill, Pic e Max.

## Sucessor espiritual da franquia Mega Man
Logo depois do cancelamento de Mega Man Legends 3, o criador da franquia Mega Man, Keiji Inafune e sua equipe de ex-funcionários da Capcom  decidiram trabalhar em um novo projeto através do site Kickstarter em uma desenvolvedora independente fundada como Comcept e anunciaram o game Mighty No. 9, considerado por muitos como o sucessor espiritual da franquia Mega Man.